# Leon Gilmore
Leon Gilmore III (Houston, Texas, 3 de septiembre de 1995) es un baloncestista estadounidense que actualmente se encuentra sin equipo. Con 2,01 metros de estatura, juega en la posición de alero.

## Trayectoria deportiva

### Universidad
Jugó una temporada con los Bluejays de la Universidad de Creighton, donde apenas contó con oportunidades, promediando 1,1 puntos y 1,1 rebotes por partido. Fue transferido entonces al Trinity Valley Community College en Athens (Texas), de la NJCAA, donde jugó una temporada, promediando 11,1 puntos y 7,2 rebotes por encuentro.
Regresó en 2016 a la División I de la NCAA de la mano de los Lumberjacks de la Universidad Estatal Stephen F. Austin, donde disputó dos temporadas más, en las que promedió 9,8 puntos, 5,4 rebotes y 1,4 Asistencias por partido.

### Profesional
Tras no ser elegido en el draft de la NBA de 2018, firmó su primer contrato profesional con el equipo letón del BK Jēkabpils de la Latvian-Estonian Basketball League, con el que disputó trece partidos, promediando 15,2 puntos y 7,2 rebotes.
Regresó a su país la temporada siguiente para hacer una prueba con los Wisconsin Herd de la G League, quienes finalmente lo incluyeron en su plantilla. En su primera temporada promedió 5,4 puntos y 2,9 rebotes por encuentro, saliendo desde el banquillo.